# Ljubica Zelenik
Ljubica Zelenik, slovenska baletna plesalka ter klavirska in baletna pedagoginja, * 14. september 1911, Trst, †  2006.
Prvi in drugi razred ljudske šole je obiskovala v rojstnem kraju. Leta 1918 se je družina preselila v Ljubljano. Tu je nadaljevala šolanje. Končala je Srednjo glasbeno in baletno šolo. Klavir se je učila pri Lucijanu Mariji Škerjancu, balet pa pri  Petru Gresserovu. V letih 1933−1944 je bila honorarna baletka v Operi SNG v Ljubljani, od februarja 1944 do 1953 pa stalna članica baletnega ansambla. Od 1953 do upokojitve 1971 pa je poučevala balet in klavir na Srednji glasbeni in baletni šoli v Ljubljani. Pod njenim mentorstvom so se izšolale nove generacije slovenskih baletnih plesalcev.